# ルパート・ケンブリッジ

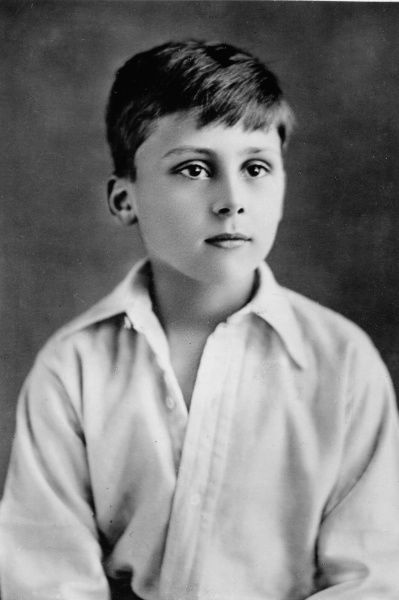
トレメイトン卿ルパート、1910年代

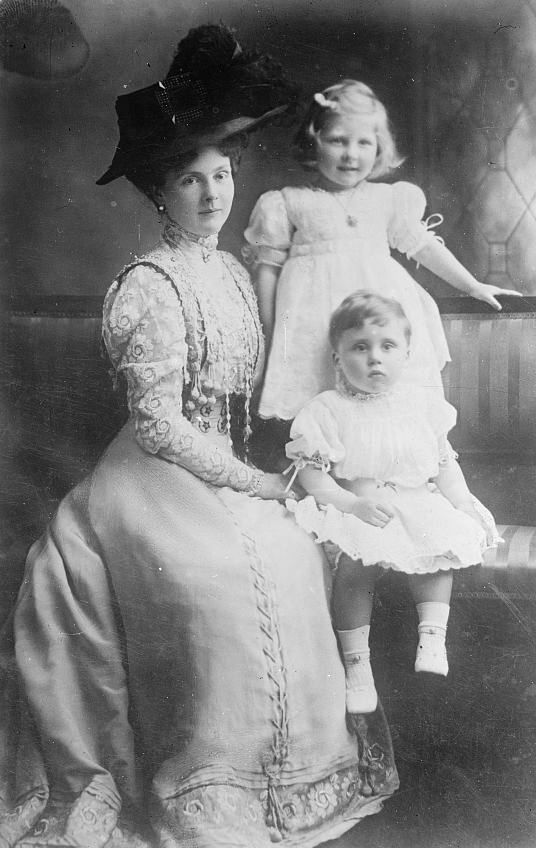
トレメイトン、母アリス及び姉メイ、1909年頃

トレメイトン子爵ルパート・アレグザンダー・ジョージ・ケンブリッジ（Rupert Alexander George Cambridge, Viscount Trematon, 1907年4月24日 - 1928年4月15日）は、20世紀前半のイギリス王室の成員。ヴィクトリア英国女王の曽孫。初名はプリンス・ルパート・オブ・テック（Prince Rupert of Teck）であったが、1917年家族と共にドイツ由来の家名・称号を放棄して姓を変更した。同年に父親が受けたアスローン伯爵位の法定推定相続人としてトレメイトン子爵の称号で呼ばれたが、父親に先立って20歳で早世した。

## 生涯
アレクサンダー・オブ・テック公子と、ヴィクトリア女王の孫娘アリス・オブ・オールバニ王女の間の第2子・長男として、英王室所有のクレアモント・ハウスで誕生。外祖父オールバニ公レオポルドをはじめ多くのヴィクトリア女王の直系男子孫を死に追いやった血友病を抱えて生まれた。少年期はラドグローヴ校やイートン校で学び、死去時はケンブリッジ大学トリニティ・カレッジの学部生であった。
第一次世界大戦中、イギリス国内の敵国ドイツに対する憎悪が高まると、国王ジョージ5世は自身及び自国内に住む王室縁者のドイツ由来の称号を放棄することを決定した。これに従い、父アレクサンダーも1917年7月14日にドイツ邦ヴュルテンベルク王国の貴族称号テック公子及び諸侯家の殿下の敬称を放棄した。アレクサンダーと兄アドルファスは共に、外祖父ケンブリッジ公アドルファス（ヴィクトリア女王の叔父）に因む、「ケンブリッジ」を新しい姓とした。同年11月7日、国王は妻メアリー王妃の弟であるアレクサンダーをアスローン伯爵及びトレメイトン子爵に叙爵した。その長男であるルパートはトレメイトン子爵の儀礼称号で呼ばれることとなった。母アリス王女はイギリス王族の称号と敬称を生涯保持した。
トレメイトン卿は1928年4月15日、フランス滞在中に起こした自動車事故の結果として生じた、血友病に起因する脳内出血が原因で死亡した。1928年4月1日、トレメイトン卿は2人の友人と共にパリからリヨンへの自動車旅行に出かけた。他の自動車を追い越そうとして、トレメイトンの車は道路脇の木に衝突し横転した。友人2名のうちの片方は重傷を負って死亡し、トレメイトンも軽度の頭蓋骨骨折が見られたためリヨンに近いローヌ県ベルヴィルの病院に搬送された。彼は意識を回復しないまま2週間後の4月15日早朝に死亡した。王妃の甥であるトレメイトンの葬儀は国王夫妻の臨席のもとウィンザー城内セントジョージ礼拝堂で執り行われた。遺骸は同礼拝堂内に安置されたが、1928年になって新しく整備されたフロッグモアの王室墓地に埋葬された。
トレメイトンの弟は1910年に夭折しており、トレメイトンの死でアスローン伯爵位は後継者不在となったため、1957年の父の死で廃絶した。

## 引用・脚注
1. ↑  Russel, Peter; Hertz, Paul; McMillan, Beverly. Biology: The Dynamic Science. Belmon, CA: Brooks/Cole. pp. 265
2. ↑  "Lord Trematon Injured". The Times (英語). No. 44875. London. 24 April 1928. p. 21.
3. 1 2  "Lord Trematon". The Times (英語). No. 44858. London. 3 April 1928. p. 16.
4. ↑  "No. 30374". The London Gazette (英語). 9 November 1917. pp. 11592–11594.
5. ↑  "No. 30374". The London Gazette (英語). 9 November 1917. p. 11594.
6. 1 2  Clifford, Bede (2021) [2004]. "Cambridge, Alexander Augustus Frederick William Alfred George, earl of Athlone". Oxford Dictionary of National Biography (英語) (online ed.). Oxford University Press. doi:10.1093/ref:odnb/32255。 (要購読、またはイギリス公立図書館への会員加入。)
7. 1 2  "Lord Trematon death in French hospital". The Times (英語). No. 44868. London. 16 April 1928. p. 16.
8. ↑  "Lord Trematon better". The Times (英語). No. 44859. London. 4 April 1928. p. 14.
9. ↑  "Lord Trematon funeral at Windsor". The Times (英語). No. 44873. London. 21 April 1928. p. 15.
10. ↑  “Royal Burials in the Chapel since 1805”. College of St George - Windsor Castle. 2023年3月5日閲覧。